# Vittorio De Sica

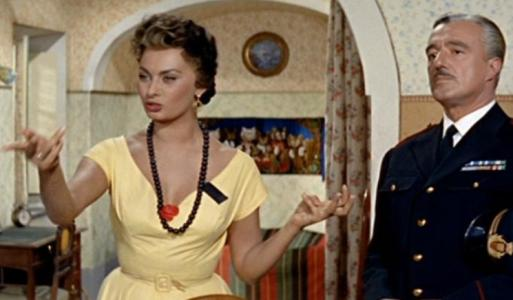
Sophia Loren și Vittorio De Sica

Vittorio De Sica (n. 7 iulie 1901, Sora, Lazio, Regatul Italiei – d. 13 noiembrie 1974, Neuilly-sur-Seine, Région parisienne, Franța) a fost un regizor și actor de film italian.

## Filmografie selectivă

### Actor
- 1937 Vânzătorul de ziare (Il signor Max), regia Mario Camerini
- 1950 Mâine va fi prea târziu (Domani è troppo tardi), regia Léonide Moguy
- 1955 Bigamul (Il bigamo), regia Luciano Emmer
- 1957 Adio arme (A Farewell to Arms), regia Charles Vidor și John Huston (nemenționat)
- 1957 Între noi părinții (Padri e figli), regia Mario Monicelli
- 1957 Medicul și vraciul (Il medico e lo stregone), regia Mario Monicelli
- 1958 Dragoste și pălăvrăgeli (Amore e chiacchiere / titlu alternativ:Salviamo il panorama), regia Alessandro Blasetti
- 1959 Generalul della Rovere (Il Generale della Rovere), regia Roberto Rossellini
- 1960 Austerlitz (Austerlitz), regia Abel Gance
- 1960 Gardianul (Il vigile), regia Luigi Zampa
- 1961 Lampa lui Aladin
- 1965 Le avventure e gli amori di Moll Flanders, regia Terence Young
- 1966 Eu, eu, eu... și ceilalți (Io, io, io... e gli altri), regia Alessandro Blasetti
- 1966 După vulpe  (Caccia alla volpe), regia Vittorio De Sica
- 1967 Un italian în America (Un Italiano in America), regia Alberto Sordi
- 1969 Dacă e marți, e Belgia (If It's Tuesday, This Must Be Belgium), regia Mel Stuart
- 1971 Eu nu văd, tu nu vorbești, el nu aude (Io non vedo, tu non parli, lui non sente), regia Mario Camerini
- 1974 Cât de mult ne-am iubit (C'eravamo tanto amati), regia Ettore Scola

### Regizor
- 1946 Sciuscia  (Sciuscià)
- 1948 Cuore, (co-regia cu Duilio Coletti, producția, scenariul și actor)
- 1948 Hoți de biciclete (Ladri di biciclette) (și producția și scenariul)
- 1951 Miracol la Milano (Miracolo a Milano) (și producția și scenariul)
- 1952 Umberto D. (și producția)
- 1953 Gara Termini (Stazione Termini) (și producția)
- 1954 Aurul Neapolelui (L'oro di Napoli) (și cenariul + actor)
- 1956 Acoperișul (Il tetto) (și producția)
- 1958 Anna di Brooklyn (co-regia cu Carlo Lastricati, și actor)
- 1960 Ciociara (La ciociara)
- 1961 Judecata de Apoi (Il giudizio universale) (și actor)
- 1962 Boccaccio '70, episodul Tombola
- 1962 Sechestratul din Altona (I sequestrati di Altona)
- 1963 O afacere (Il boom)
- 1963 Ieri, oggi, domani (Ieri, oggi, domani)
- 1964 Căsătorie în stil italian  (Matrimonio all'italiana)
- 1966 Un mondo nuovo
- 1966 După vulpe (Caccia alla volpe)
- 1967 Le streghe, episodul Una sera come le altre
- 1967 De șapte ori femeie (Sette volte donna)
- 1968 Un loc pentru îndrăgostiți (Amanti) (și scenariul)
- 1970 Floarea soarelui (I girasoli)
- 1970 Grădinile familiei Finzi Contini (Il giardino dei Finzi-Contini)
- 1970 Le coppie, episodul Il leone (și subiectul + scenariul)
- 1972 Lo chiameremo Andrea
- 1973 Scurtă vacanță (Una breve vacanza)
- 1974 Călătoria (Il viaggio)